# قلبق
القَلْبَق هو قبعةٌ عالية التاج (عادة ما تكون مصنوعة من اللباد أو جلد الغنم) يرتديها الشركس والداغستانيون والشيشانيون والرجال في تركيا وأوكرانيا والبلقان وجميع أنحاء آسيا الوسطى والقوقاز.
يستخدم القلبق للحفاظ على دفء الرأس في الشتاء وتظليل الوجه من الشمس خلال فصل الصيف. هناك أنواع مختلفة من القلبق لمواسم مختلفة ، حيث يكون القلبق الشتوي ثخيناً. أما تلك الصيفية فتكون أرق ولكنها أوسع لأغراض التظليل.
للقلبق طرازات عديدة. عادة ما يمكن طيها لتصبح مسطحة فيَسهُل الاحتفاظ بها وحملها حين لا توضع على الرأس. يُخصَّص اللون الأبيض بالمهرجانات والمناسبات الخاصة. أما تلك المستخدمة يومياً قد يكون لها بطانة مخملية سوداء.
كلمة قلبق هي أيضًا أحد مكونات الاسم العرقي لمجموعة تركية ذات علاقة غير مؤكدة: قرة قلبق (أي قلبق الأسود في لغة القرقلباغية).

## معرض صور

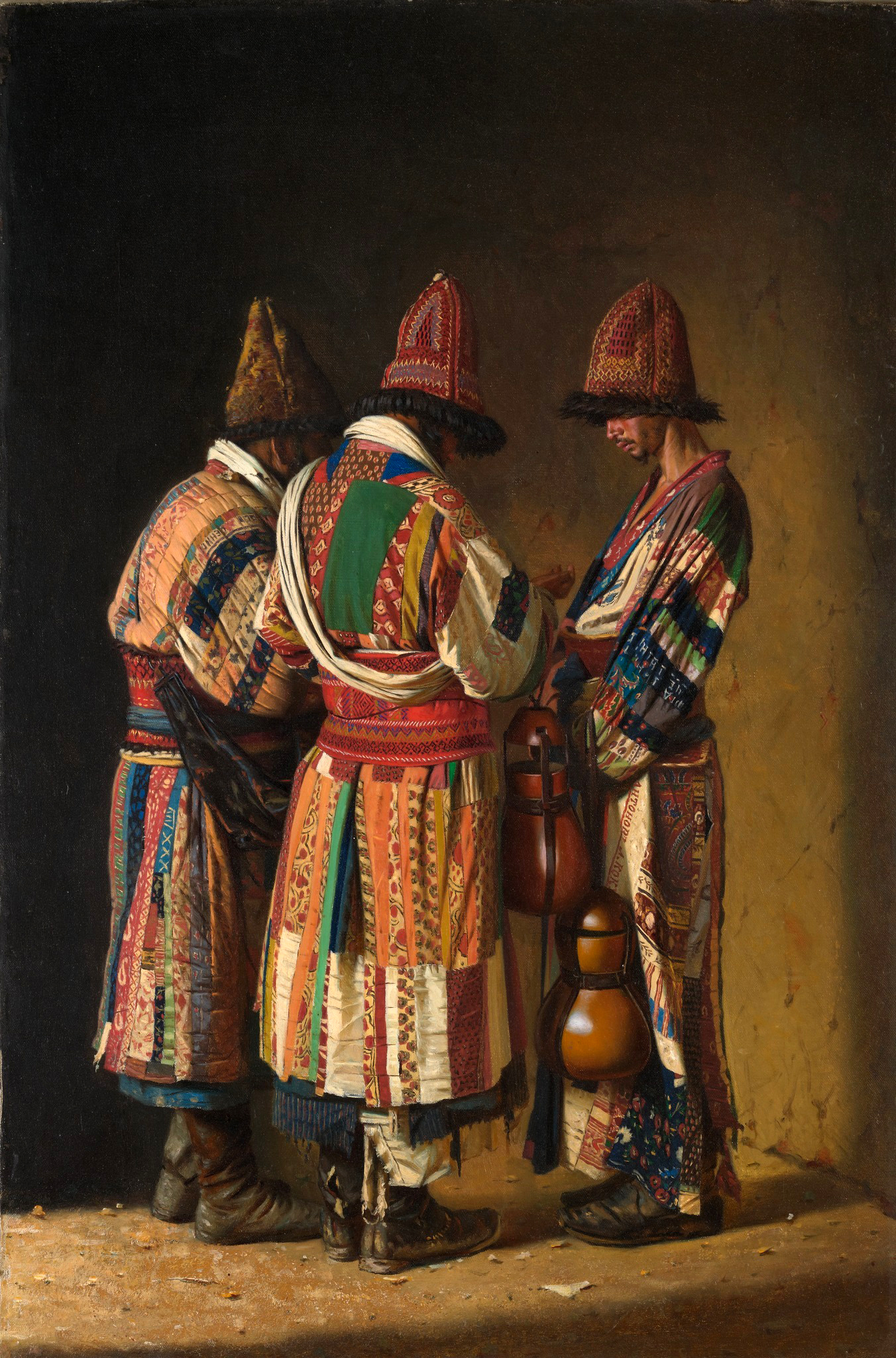
الدراويش، رسمها فاسيلي فرشاغن.
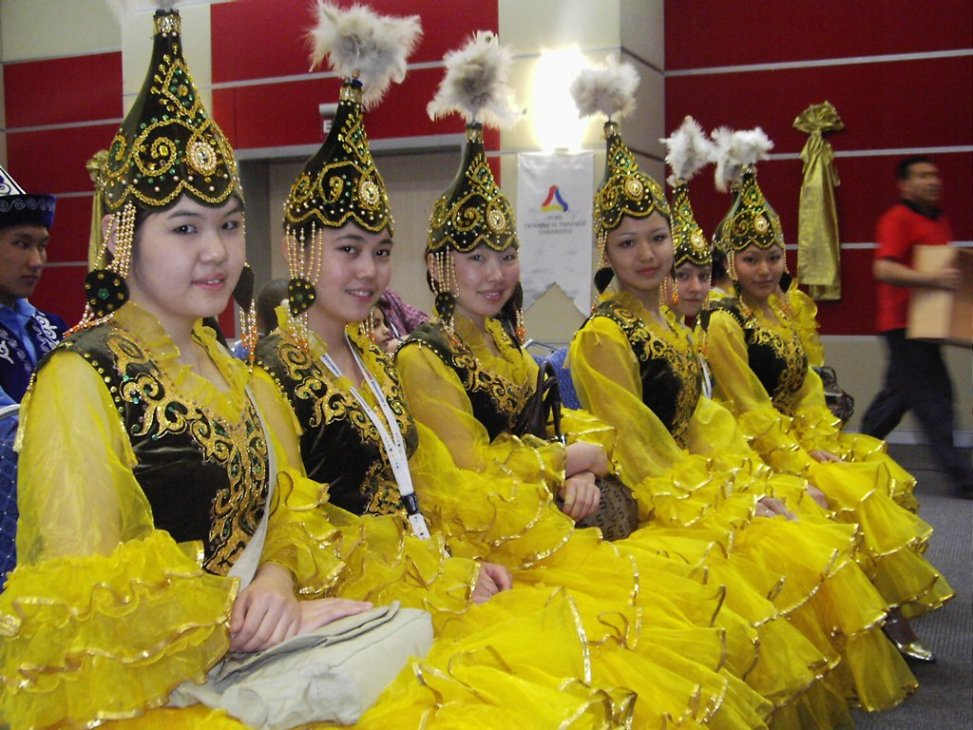
غطاء الرأس التقليدي للمرأة غير المتزوجة في كازاخستان وكاراكالباكستان وقيرغيزستان.
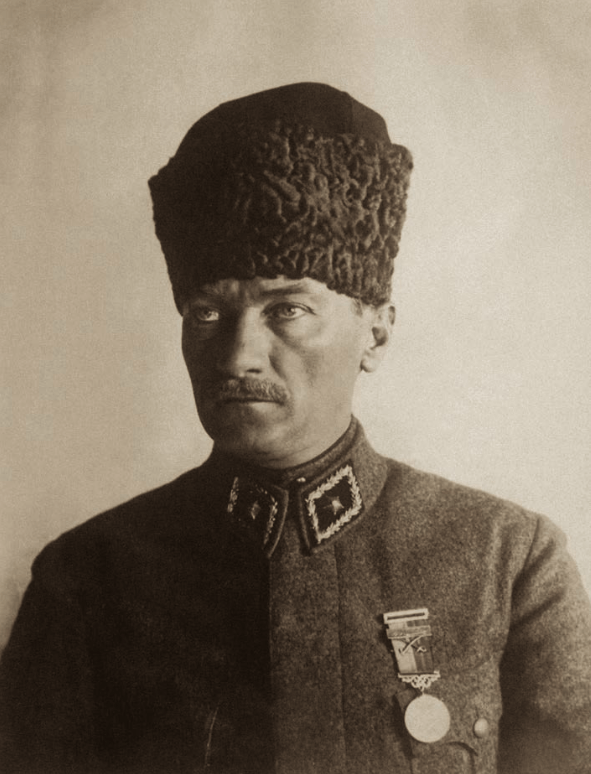
أتاتورك مرتدياً قلبقاً على الطراز التركي.
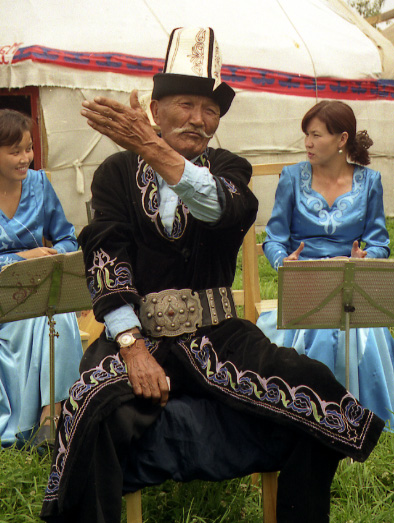
مناص قيرغيزي مرتدياً القلبق الأبيض لمناسبة خاصة.